# Léo Jardim
Léonardo César Jardim (* 20. März 1995 in Ribeirão Preto) ist ein brasilianisch-italienischer Fußballspieler. Der Torwart steht seit 2023 beim brasilianischen Erstligisten CR Vasco da Gama unter Vertrag.

## Karriere

### Verein
Léo Jardim begann seine Profikarriere in seinem Heimatland Brasilien beim Olé Brasil FC. Im Februar 2012 kam er für diesen einmal im Torneo di Viareggio zum Einsatz. 2013 wechselte er zum Erstligisten Grêmio FBPA. In der Saison 2014 stand er bereits die ersten Male bei den Profis in der ersten brasilianischen Liga im Kader. Auch 2015 kam er noch zu keinem Einsatz, stand jedoch in einigen Spielen im Spieltagskader. Am 20. November 2016 (36. Spieltag) stand er gegen América Mineiro bei einem 3:0-Sieg im Tor. Insgesamt spielte er in jener Spielzeit drei Erstligaspiele. In der Spielzeit 2017 spielte er bereits fünfmal in der Profimannschaft. In der Hinrunde der Saison 2018 kam er jedoch wieder zu keiner Einsatzzeit. Im Sommer 2018 verließ er Südamerika und wechselte auf Leihbasis für ein Jahr nach Portugal zum Rio Ave FC. Dort debütierte er in der Primeira Liga am 12. August 2018 (1. Spieltag) gegen CD Feirense. Nach Ablauf der Leihe wechselte Jardim im Sommer 2019 für sechs Millionen Euro zum OSC Lille. In der kompletten Saison 2018/19 spielte er 33 Ligaspiele und zu insgesamt fünf Pokalspielen. In der Qualifikation zur Europa League saß er allerdings nur auf der Bank. Nach der Rückkehr zu Grêmio wurde er fest von den Portugiesen verpflichtet, jedoch zwei Wochen später an den OSC Lille verkauft. Am 10. Dezember 2019 debütierte er für den Verein in der Champions League bei der 1:2-Niederlage gegen den FC Chelsea. Die Saison 2019/20 beendete er mit drei Ligapokalspielen, einem Spiel in der Königsklasse und einem Einsatz in der zweiten Mannschaft. Für die darauf folgende Spielzeit wurde er zurück nach Portugal an Boavista Porto verliehen. Am 19. September 2020 (1. Spieltag) debütierte er beim 3:3-Unentschieden gegen den CD Nacional für seinen Leihklub. Bei Boavista war er Stammtorwart und spielte dort in allen Ligaspielen. Mit Lille gewann er direkt den französischen Supercup. Am ersten Ligaspieltag nach seiner Rückkehr zu Lille kam er zu seinem ersten Ligue-1-Spiel beim 3:3-Unentschieden gegen den FC Metz. Im Januar 2023 verließ der Torhüter den europäischen Kontinent wieder und schloss sich CR Vasco da Gama an.

### Nationalmannschaft
Jardim kam bislang zu zwei Spielen für die U20-Junioren Brasiliens.

## Erfolge
Grêmio Porto Alegre
- Brasilianischer Pokalsieger: 2016
- Copa-Libertadores-Sieger: 2017

OSC Lille
- Französischer Supercupsieger: 2021